# Domingo Carrasquel
Domingo Carrasquel (1 de diciembre de 1937, Caracas, Venezuela - 14 de septiembre de 2016, Barquisimeto, Estado Lara). Fue el primer mánager campeón con los Cardenales de Lara en la LVBP. 

## Familia Carrasquel
Nacido como Domingo Eloy Carrasquel Aparicio en la ciudad de Caracas un 1 de diciembre del año 37, Sobrino de Alejandro Carrasquel el primer venezolano en jugar en la grandes ligas y hermano de Alfonso "Chico" Carrasquel famoso SS de los Medias Blancas de Chicago.Padre de domingo eloy carrasquel fallecido en un accidente de tránsito. A los 35 años en la carretera carora barquisimeto en el año 2006, quien jugó 6 temporadas con cardenales de lara.

## Carrera
Su primer contacto con el béisbol fue en el año 1947, de la mano de su hermano Alfonso "Chico" Carrasquel como recoge bates, luego en el año 1953 comienza a ser jugador en la categoría doble AA, en especial en los equipos Policía de Caracas y Tropical de La Guaira.
Para el año 1955, comienza su carrera como pelotero profesional ya que es firmado por los Leones del Caracas, por entonces tenía 17 años, en dicho equipo ya era figura su hermano Alfonso Carrasquel, tan solo duró 4 encuentro ya que es cambiado al equipo Pampero donde jugó 5 temporadas.
Para la temporada 60-61 regresa al equipo de los Leones del Caracas, donde su hermano era mánager-jugador. Para la temporada 1964-1965 es cambiado al equipo Navegantes del Magallanes y finalmente para la temporada 67-68 llega al equipo de los Cardenales de Lara.
Para la temporada 68-69 es convertido en entrenador-jugador. Para el año 1971 se retira como jugador activo y toma las riendas de las gerencia deportiva del conjunto crepuscular durante los próximos 15 años.
En 1989, la directiva de los Cardenales de Lara lo contrata como mánager del equipo grande, temporada en la cual llega a la final y caen derrotados en el séptimo juego ante los Leones del Caracas. Para la temporada 90-91, repite como mánager y reedita la final del año anterior, esta vez logra el cometido y se convierte en el primer mánager campeón del equipo Cardenales de Lara, esta vez el objetivo es logrado en 6 juegos. Bajo la aureola del campeonato logrado ese año, es ratificado para la temporada 1991-92, más aún teniendo el equipo foja de 30 victorias por 29 reveses en 59 juegos los crepusculares quedan fuera de la ronda semifinal, lo cual le valió su despido y ulterior reemplazo por el importado Doug Linton.

## Pastora
En 1995, finalizada la temporada de ese año, es nombrado como dirigente del equipo Petroleros de Cabimas, no obstante ese mismo año el equipo es reestructurado, renombrado como Pastora de Occidente y mudado a la ciudad de Maracaibo. Dirigió a este equipo hasta el año 1998 (incluso en la misma temporada cuando el equipo se muda a la población de Araure, estado Portuguesa, denominándose Pastora de Los Llanos) cuando ese mismo año deciden contratar como mánager a Luis Dorante.